# Skällinge socken
Skällinge socken i Halland ingick i Himle härad, ingår sedan 1971 i Varbergs kommun och motsvarar från 2016 Skällinge distrikt.
Socknens areal är 57,29 kvadratkilometer, varav 53,30 land. År 2000 fanns här 941 invånare. Tätorten Skällinge med sockenkyrkan Skällinge kyrka ligger i socknen.  

## Administrativ historik
Skällinge socken har medeltida ursprung.
Vid kommunreformen 1862 övergick socknens ansvar för de kyrkliga frågorna till Skällinge församling och för de borgerliga frågorna till Skällinge landskommun. Landskommunen uppgick 1952 i Himledalens landskommun som 1971 uppgick i Varbergs kommun. Församlingen uppgick 2002 i Himledalens församling.
1 januari 2016 inrättades distriktet Skällinge, med samma omfattning som församlingen hade 1999/2000.  
Socknen har tillhört fögderier och domsagor enligt Himle härad. De indelta båtsmännen tillhörde Norra Hallands första båtsmanskompani.

## Geografi och natur
Skällinge socken ligger öster om Varberg med Skällingesjö i centrum. Socknen är en sjörik starkt kuperad skogsbygd med mellanliggande odlade dalgångar. Förutom Skällingesjö är de största insjöarna Mäsen som delas med Nösslinge och Karl Gustavs socknar, Stora Neten som delas med Nösslinge socken och Lilla Neten
Det finns tre naturreservat i socknen: Hallagården (som delas med Rolfstorps socken), Märkedalen och Övre Lia.

## Fornlämningar
Från stenåldern  finns lösfynd och från bronsåldern finns högar och gravrösen. Från järnåldern finns stensättningar och med resta stenar och en fornborg.

## Namnet
Namnet (1490-talet Skällinge) kommer från kyrkbyn. Förleden är troligen skalle syftande på Lyngås, en bergknalle vid byn. Efterleden är inge, 'inbyggare'.

## Befolkningsutveckling
| Befolkningsutvecklingen i Skällinge socken 1760–1990                                                    | Befolkningsutvecklingen i Skällinge socken 1760–1990 | Befolkningsutvecklingen i Skällinge socken 1760–1990 | Befolkningsutvecklingen i Skällinge socken 1760–1990 | Befolkningsutvecklingen i Skällinge socken 1760–1990 |
| --- | ---------------------------------------------------- | ---------------------------------------------------- | ---------------------------------------------------- | ---------------------------------------------------- |
| |                                                      |                                                      |                                                      |                                                      |
| År |                                                      |                                                      | Folkmängd                                            |                                                      |
| 1760 | 1760                                                 |                                                      | 542                                                  |                                                      |
| 1769 | 1769                                                 |                                                      | 575                                                  |                                                      |
| 1800 | 1800                                                 |                                                      | 570                                                  |                                                      |
| 1810 | 1810                                                 |                                                      | 593                                                  |                                                      |
| 1820 | 1820                                                 |                                                      | 689                                                  |                                                      |
| 1830 | 1830                                                 |                                                      | 799                                                  |                                                      |
| 1840 | 1840                                                 |                                                      | 819                                                  |                                                      |
| 1850 | 1850                                                 |                                                      | 883                                                  |                                                      |
| 1860 | 1860                                                 |                                                      | 1 015                                                |                                                      |
| 1870 | 1870                                                 |                                                      | 1 038                                                |                                                      |
| 1880 | 1880                                                 |                                                      | 974                                                  |                                                      |
| 1890 | 1890                                                 |                                                      | 881                                                  |                                                      |
| 1900 | 1900                                                 |                                                      | 852                                                  |                                                      |
| 1910 | 1910                                                 |                                                      | 769                                                  |                                                      |
| 1920 | 1920                                                 |                                                      | 720                                                  |                                                      |
| 1930 | 1930                                                 |                                                      | 690                                                  |                                                      |
| 1940 | 1940                                                 |                                                      | 709                                                  |                                                      |
| 1950 | 1950                                                 |                                                      | 681                                                  |                                                      |
| 1960 | 1960                                                 |                                                      | 646                                                  |                                                      |
| 1970 | 1970                                                 |                                                      | 672                                                  |                                                      |
| 1980 | 1980                                                 |                                                      | 911                                                  |                                                      |
| 1990 | 1990                                                 |                                                      | 970                                                  |                                                      |
| Anm: Källor: Umeå universitet - Tabellverket 1749-1859, Demografiska databasen, CEDAR, Umeå universitet |                                                      |                                                      |                                                      |                                                      |